# Tragédia a Colectiv szórakozóhelyen
A bukaresti „Colectiv” szórakozóhelyen történt tűzeset 2015. október 30-án, pénteken éjjel tört ki a város 4. kerületében, és számos halálos áldozata, sebesültje volt. 
A Goodbye to Gravity metálzenekar ingyenes lemezbemutató koncertjén a pirotechnikai eszközök lángra lobbantották a klub zajszigetelésére használt poliuretán anyagot, majd a tűz átterjedt a helyiség egészére. A halálos áldozatok száma meghaladta a 60-at, és több mint 160-an pedig különböző fokú sebesüléseket szereztek (égési sérülések, fulladás, szén-monoxid-mérgezés). A helyszínre érkező hatóságok azonnal vörös riasztást adtak ki, amelyet a sok áldozattal járó és jelentős számú mentőegység bevetését igénylő tragédiák esetén alkalmaznak. Románia kormánya háromnapos nemzeti gyászt rendelt el, majd a következő napok nagyméretű tiltakozásainak következtében Victor Ponta és kormánya, illetve a tragédia helyszínéül szolgáló 4. kerület polgármestere is benyújtotta lemondását.
A tűzesetben 64 személy vesztette életét, és közel kétszázan megsebesültek. A tűzeset a valaha volt legsúlyosabb ilyen jellegű eset, ami egy romániai szórakozóhelyen történt, és az ország 1989 utáni történetének legtöbb áldozatot követelő balesetének számít, megelőzve a Tarom 371-es járatának 1995-ös tragédiáját, melyben 60-an veszítették életüket.
Hasonló körülmények között történt a majdnem egy évtizeddel későbbi tűzeset, a kocsani Pulse szórakozóhelyen Észak-Macedóniában.

## Háttér

### Colectiv szórakozóhely

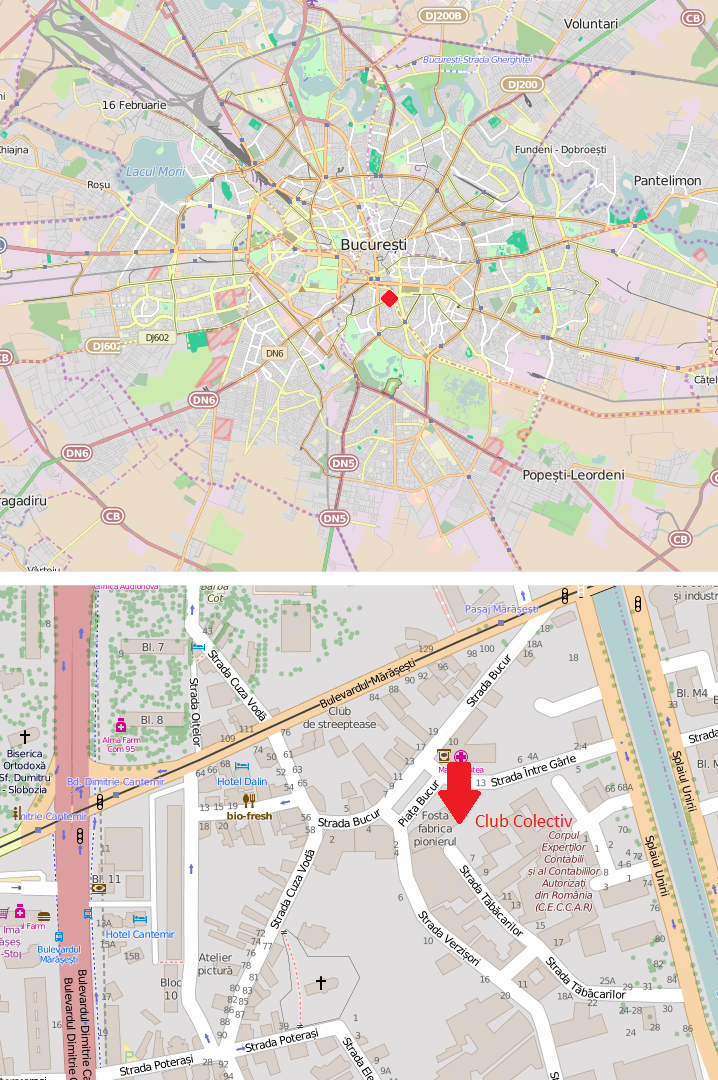
A szórakozóhely helyzete Bukarest térképén

A baleset helyszíne, a Colectiv szórakozóhely Bukarest 4. kerületében, a Tăbăcarilor (Tímár) utca 7. szám alatt, a korábbi Pionierul cipőgyár négyemeletes épületének egyik csarnokában működött. A szórakozóhelyet működtető Colectiv Club kft. többségi tulajdonosa Alin George Anăstăsescu, akinek Costin Mincu és Paul Cătălin Gancea személyében két üzlettársa is volt.
Bánya- és robbanóanyag-biztonsági szakemberek szerint az épületet ablakok nélkül, vasbetonból építették, a koncerthelyiség belsejét pedig igen gyúlékony zajszűrő szivaccsal burkolták be. A csarnoknak egyetlen kijárata volt, egy 80 cm széles ajtó. A mennyezeten száraz, fenyőből készült, szintén gyúlékony rácsok voltak. A klub csak három kisebb poroltó készülékkel rendelkezett, melyek közül csak egyet használtak a tűz keletkezésekor. A helyiségben nem voltak sprinklerek (zuhanyberendezés), melyek tűz esetén automatikusan vizet locsolnak. A zajszigeteléssel megbízott cég képviselőjének nyilatkozata szerint a klub tulajdonosai lemondtak tűzálló szigetelőanyagról, mert túl költségesnek találták azt. Emellett egy hónappal korábban a szórakozóhely képviselői valószínűleg gyúlékony szerrel tisztították meg a mennyezeten található szivacsot.
A Colectiv klub tulajdonosai saját felelősségre nyilatkoztak a helyiség befogadóképességéről és a rendezvények jellegéről, és 2014-ben a nyilatkozat alapján kértek engedélyt a 4. kerület polgármesteri hivatalától. A nyilatkozat alapján a klub 425 m² és 80 ülőhely található benne. 2015 januárjában megkapták a működési engedélyeket. Szemtanúk szerint a tűzeset estéjén több mint 350 ember tartózkodott a koncerten, és más rendezvényeken is jóval meghaladta a résztvevők száma az engedélyben foglalt 80 főt.
Raed Arafat, a belügyminisztériumban működő katasztrófavédelmi osztály államtitkár-helyettese megerősítette, hogy a szórakozóhely nem rendelkezett a tűzoltóság által kiadott tűzrendészeti engedéllyel, és a koncerten használt pirotechnikai eszközök sem voltak szakember által jóváhagyva.

### Goodbye to Gravity
A Goodbye to Gravity népszerű román metalcore-együttes volt. 2011-ben alapította a 2008-as Megastar televíziós tehetségkutató győztese, Andrei Găluț (ének), illetve Alex Pascu (basszusgitár), Bogdan Lavinius (dobok), Vlad Țelea (gitár) és Mihai Alexandru (gitár).
A zenekar két gitárosa, Mihai Alexandru és Vlad Țelea a koncert helyszínén életüket vesztették, dobosuk november 8-án, basszusgitárosuk pedig november 12-én hunyt el.

## A tűzeset
2015. október 30-án este nagyjából 400 rajongó gyűlt össze a Colectiv klubban, ahol a Goodbye to Gravity tagjai második, Mantras of War című lemezüket mutatták be. A szervezők egy egyedülálló előadást, látványos fényeket, pirotechnikai effektusokat, különleges díszletet és egyéb meglepetéseket ígértek.
A koncert 21:00-kor kezdődött, és az együttes másfél órán keresztül 9 új és pár régebbi dalt adott elő. 
22:30-kor egy előadott dal során pirotechnikai eszközöket alkalmaztak, amikor annak szikráitól egy leszigetelt oszlop lángra kapott. Andrei Găluț énekes közölte, hogy a lángok nem a pirotechnikai show része, majd tűzoltó-készüléket kért, hogy elolthassa a tüzet. A klub egyik biztonsági őre megpróbálta eloltani a tüzet. A nézők közül mintegy 50-70 ember elővigyázatosságból már ekkor elhagyta a helyiséget, és kezdetben senki nem esett pánikba.
22:32-kor érkezett be az első hívás a 112-es segélyhívószámra. A tűz hamar átterjedt a mennyezetet díszítő fenyőfarácsra és a gyúlékony szigetelésre, melyek a nézőkre hullottak. A lángok egyre erőteljesebbek lettek, amikor elérték a poliuretán szigetelést, a színpad melletti pirotechnikai állvány összeomlott, maga alá temetve a közelben levőket. A csarnok sűrű, fojtogató füsttel telt meg, majd kitört a pánik. A menekülni próbáló közönség az egyetlen kijárat felé igyekezett, amely egy 80 centiméteres ajtó volt. Egy másik kijáratot a pánikba esett tömeg eltorlaszolt. Az utcán felbukkantak a szórakozóhelyről kiszabaduló első emberek, akik égési sérüléseket és füstmérgezést szenvedtek. A közeli Bucur téren lakók voltak az elsők, akik az áldozatok segítségére siettek. Egyesek, akik nem szenvedtek égési sérüléseket, megvizezték a ruhájukat és visszamentek, hogy másokat is kimenekítsenek.
22:40-kor kijutott a bennlévők egy második hulláma is, többen égési sérülésekkel. Egyesek taxik és autók után szaladnak. 22:42-kor megérkeztek az első mentő- és tűzoltóautók. A tüzet hamar sikerült megfékezni, azonban a tűzoltók több elszenesedett holttestre bukkannak a csarnokon belül. A mentősök és a közelben levő szülészet személyzete elsősegélyben részesítette a súlyos sérülteket, és a hirtelen szívmegállást szenvedők közül többet is az utcán próbálták újjáéleszteni. Csakhamar több mint 20 mentőautó érkezett a helyszínre, és az áldozatokat első körben az Egyetemi Kórházba (Spitalul Universitar) szállították.
23:15-kor megjelentek az első híradások a televízióban. Kezdetben egy robbanásról volt szó, aztán pontosabb információk is napvilágot láttak a tűzesettel kapcsolatban. A hírek hallatán a koncerten résztvevők rokonai és barátai is a helyszínre érkeztek, az ismerőseik felől érdeklődve. 23:30-kor a rendőrség lezárta a területet és néhány környező utcát, melyek a mentőalakulatok autóival voltak tele.
23:55-kor Raed Arafat rövid sajtóközleményt adott ki, melyben egy több sebesültet és 18 halottat követelő tűzvészről beszélt. 00:08-kor Gabriel Oprea belügyminiszter bejelentette, hogy a halálos áldozatok száma elérte 25-öt. A klubban tartózkodók hozzátartozóinak egy információs vonalat hoztak részre, ahol szeretteik felől érdeklődhettek. 00:50-kor megérkeztek a Törvényszéki Orvostani Intézet (Institutului de Medicină Legală) helyszínelői, hogy elszállítsák a holttesteket. 1:00-kor az utolsó sebesültek is eljutottak a különböző bukaresti kórházakba.
2:00-kor Gabriel Oprea belügyminiszter újabb jelentést közölt: 27 halott és 140 sebesült. 3:00-kor a tűzeset helyszíne kiürült, csak néhány bámészkodó és a további nyomozás miatt lezárt klubot őrző rendőrök maradtak.

## Áldozatok
| Állampolgárság | Sebesültek száma | Halottak száma |
| -------------- | ---------------- | -------------- |
| ROM            | 159              | 62             |
| ESP            | 2                |                |
| TUR            |                  | 1              |
| ITA            |                  | 1              |
| GER            | 1                |                |
| NLD            | 1                |                |
| Összesen       | 163              | 64             |

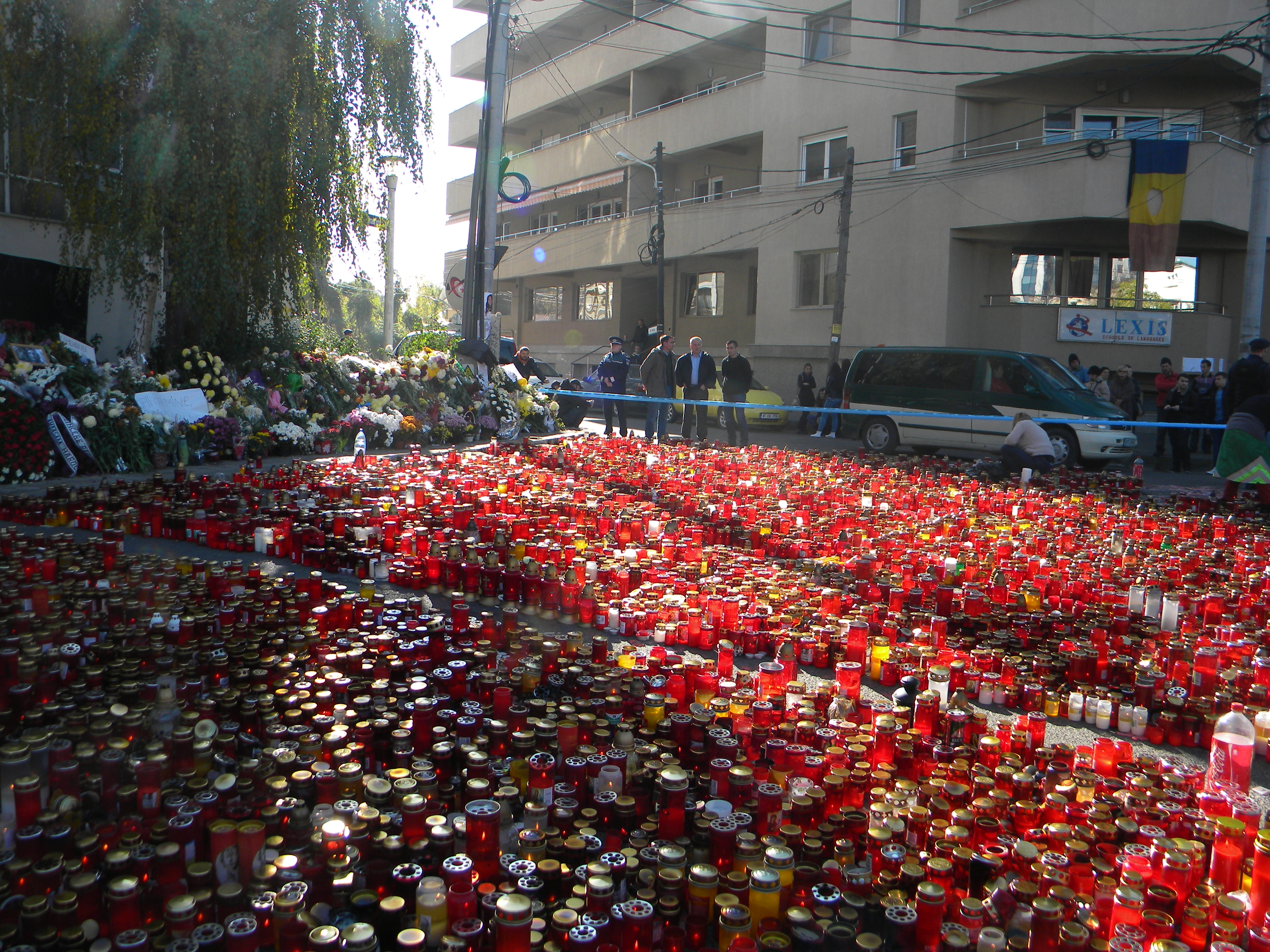
Virágok, koszorúk és mécsesek a szórakozóhely bejáratánál

Raed Arafat, a katasztrófavédelmi osztály helyettes államtitkára kijelentette, hogy legkevesebb 30-an életüket vesztették, és valószínű, hogy ez a szám növekedni fog a sérültek miatt, ugyanis 90-en súlyos vagy kritikus állapotban vannak. A sebesültek súlyos égéseket, a forró levegő belélegzése nyomán kialakult légúti sérüléseket, illetve füstmérgezést szenvedtek. Többen szén-monoxidot és egyéb (pl. cián) gázokat lélegeztek be, melyek az égő berendezésből és a szigetelőanyagokból származtak. Többen menekülés közben sérültek meg, amikor elestek és mások összetaposták őket.
A halálos áldozatok között volt a Goodbye to Gravity zenekar két gitárosa, Vlad Țelea és Mihai Alexandru is.
További 184 személy megsebesült, közülük 146-ot azonnal kórházba kellett szállítani. A sebesültek között 6 külföldi állampolgár, 2 spanyol, 1 olasz, 1 német és 2 török is volt. A koncertező együttes többi tagját a Floreasca kórházba szállították. Adrian Despot, a Vița de Vie zenekar frontembere ugyancsak a sebesültek között volt.
A tűzeset másnapján, szombaton a Törvényszéki Orvostani Intézetben 17 személy holttestét nem sikerült azonosítani az akkor elhunyt 27 közül, mivel többségüknél nem volt személyi igazolvány. Vasárnap végül sikerült minden holttestet azonosítani. A Legfelsőbb Bíróság és Semmítőszék mellett működő ügyészség (Parchetului Înaltei Curți de Casație și Justiție) közölte, hogy a kórházakba szállított személyek közül 29-et még nem sikerült azonosítaniuk, de másik 38-nak sikerült megállapítani a személyazonosságát.
A sebesülteket különböző bukaresti kórházakba utalták, legtöbben a Floreasca kórházba (50), az Égési sérülések kórházába (27), a Bagdasar kórházba (24) és az Egyetemi kórházba (25) kerültek. Mások a Katonai, Elias, Colțea, Pantelimon, Sf. Ioan és az Ilfov megyei kórházak láttak el. Raed Arafat bejelentette, hogy egyes kórházakban nem volt elegendő ágy a nagy számban érkező sebesültek számára, ezért más egységekbe kellett őket átirányítani. Ugyanakkor az áldozatokat befogadó kórházakba más egységekből olyan lélegeztető gépeket vittek, melyeket az adott helyen nélkülözni tudtak. Nicolae Bănicioiu egészségügyi miniszter és a Központi Katonakórház menedzsere, Florentina Ionița-Radu, megkérték a sajtót, hogy az állampolgárokat szólítsák fel a véradásra.
A koncerten részt vevő Claudiu Petre és Adrian Rugină posztumusz elismerésben részesült. Románia elnöke, Klaus Johannis „Az Érdemért” nemzeti érdemrend lovagi fokozatát adományozta a két elhunytnak, akik életük árán mentettek ki embereket a tűzből.
A tragédiát követően több ezer bukaresti adott vért az áldozatoknak. A sebesülteket ellátó kórházak orvosai és asszisztensei három napon keresztül szolgálatban maradtak, és több nyugdíjazott és gyesen lévő doktor is a segítségükre sietett. A közösségi hálózatokon állampolgárok milliói fejezték ki együttérzésüket az áldozatokkal és családjaikkal, és több ezren gyertyákat és virágokat vittek a tragédia színhelyére. Megemlékezést tartottak a moldáv fővárosban, a kisinyovi román nagykövetség előtt is. Több moldvai nagyvárosban (Kisinyov, Bălți, Cahul) hosszú sorok várakoztak a véradó központokban, hogy az áldozatoknak vért adhassanak, a moldvai egészségügyi miniszter, pedig 700 liter vért ajánlott fel a bukaresti kórházaknak.

## Vizsgálat
Az ügyészség 2015. november 1-jén több iratot is begyűjtött a 4. kerületi polgármesteri hivataltól és a Területi Munkafelügyelőségtől. Előbbitől az engedélyeztetésre, utóbbinál a klub alkalmazottaira vonatkozó iratokat kértek.
A Legfelsőbb Bíróság és Semmítőszék mellett működő ügyészség bejelentette, hogy minősített emberölés és minősített rongálás miatt indítanak büntetőeljárást, melyben a tragédia körülményeit is vizsgálják.
Az adatokból és vizsgálatokból kiderült, hogy a tűzvészt az okozta, hogy a helyiséget üzemelők a klub befogadóképességénél jóval több embert engedtek be a csarnokba, olyan körülmények között, hogy a helyiségnek nem volt több menekülő útvonala. A belső berendezés könnyen gyúlékony és nem szabályosan felszerelt anyagokból állt, melyet a tulajdonosok költségtakarékossági megfontolásból választottak.
November 2-án a hatóságok őrizetbe vették a klub három tulajdonosát, Alin Anăstăsescut, Paul Ganceat és Costin Mincut, akiket gondatlanságból elkövetett emberöléssel gyanúsítottak.
A Bukaresti Műszaki Egyetem a tűzvész után egy kísérletet hajtott végre, melyben a baleset helyszínén lángra gyúlt szigetelőanyagot hasonló körülmények között elégették. A begyűjtött és kielemezett adatokból kiderült, hogy az így képződött füstnek magas szénmonoxid, hidrogén-cianid, nitrogén-monoxid és nitrogén-dioxid tartalma volt.
November 3-án a 4. kerület Bírósága 30 napos előzetes letartóztatásba helyezte a vádlottakat.
Ugyancsak őrizetbe vették november 6-án Cristian Popescu Piedonét, a 4. kerületi, korábban már lemondott polgármestert, aki a klub működési engedélyét állította ki. Később azonban szabadon engedték, és szabadlábon védekezhet.
A koncert pirotechnikai eszközeit biztosító Golden Ideas Fireworks Artists cég két tulajdonosát, illetve egy pirotechnikusát is előzetes letartóztatásba helyezték.
November 7-én a 4. kerületi polgármesteri hivatal két alkalmazottját is előzetes letartóztatásba helyezték. A két hivatalnok, Aurelia Iofciu és Luminița Larisa Ganea az önkormányzat kereskedelmi engedélyekkel foglalkozó osztályán dolgozott.
November 9-én őrizetbe vették a Katasztrófavédelmi Felügyelőség bukaresti ellenőreit, Radu Antoninát és Matei George Petricăt, akik az ügyészség szerint tudtak arról, hogy a Colectiv klubnak nincs tűzrendészeti engedélye, mégsem hozták meg a törvényben előírt intézkedéseket.

## Reakciók

### Belföldi reakciók
Románia elnöke, Klaus Iohannis részvétét fejezte ki tűzesetben érintettek hozzátartozóinak: „Megrendített és fájdalommal töltött el a ma esti tragikus esemény, mely a főváros központjában történt. Mindannyiunknak, az egész nemzetnek és nekem is nagyon fájdalmas pillanat ez. Ezekben a fájdalmas pillanatokban teljes együttérzésemről és szolidaritásomról biztosítom az érintett családokat. Emellett biztosíthatom, hogy az érintett családok a mentésben résztvevő egységek teljes támogatását élvezik, és kérem hogy bízzanak a felelős intézményekben, amelyek mindent megtesznek, hogy a katasztrófa hatásai mérséklődjenek. Felkérek mindenkit, hogy álljon a fájdalommal küszködő családok mellé, és tegyünk szolidaritásról és együttérzésről tanúságot.”
Victor Ponta miniszterelnök együtt érző és részvétet nyilvánító üzenetet küldött a kormány sürgősségi üléséről: „Teljes szívemből küldöm teljes szolidaritásomat, és szólok minden politikushoz, hogy vannak olyan pillantok, amikor félre kell tennünk minden versengést és tiszteletet kell mutatnunk. Gabriel Oprea miniszterelnök-helyettes, az egészségügyi miniszter, Arafat államtitkár úr és minden érintett országos intézmény tájékoztatott. Ebből megtudtam, hogy a mentők az első segélyhívástól számítva 11 perc alatt értek a helyszínre. Ugyanakkor orvosi szempontból kiemelkedő mozgósítás volt. Meg szeretném köszönni a SMURD tagjainak, a tűzoltóknak és az orvosoknak. Információim szerint mindenünk megvan, ami kell, úgy ahogy az éjszaka is volt, orvosi felszerelések, orvosok, minden amire szükség volt. Több szomszédunk, barátunk felajánlotta segítségét. Románia kormánya nevében ugyanazt a szolidaritási üzenetet tolmácsolom azoknak a külföldi állampolgároknak, akik megsebesültek vagy elhunytak a tragédiában, és megjegyzem, hogy kapcsolatban vagyunk az adott országok hatóságaival. Sajnos ennek a kormánynak a mandátuma alatt, a montenegrói buszbaleset után ez a második ilyen eset, amely valóságos nemzeti katasztrófa. Biztos vagyok benne, hogy a tegnap esti történés elkerülhető lett volna, de mindig utólag jövünk rá erre. Összegzésképpen úgy vélem, hogy a mi kötelességünk, hogy tiszteletet mutassunk az ott életüket vesztettek irányába, ezért október 31-ét, november 1-jét és 2-át nemzeti gyásznappá nyilvánítjuk. Isten nyugtassa őket! Köszönöm, és remélem, hogy soha többet nem kell ilyen esetek miatt találkoznunk, és csak jó dolgok miatt látjuk egymást.”
I. Mihály román király nyilatkozatban nyilvánított részvétet: „Teljes lélekkel a gyászoló családok mellett vagyok, aki szeretteiket veszítették el a fővárosban történt tragikus tűzesetben. Családom és én imádkozunk értük és a könnyes szemű gyászolókért. A teljes társadalomnak, fiataloknak és időseknek, újra meg kell tanulnia tisztelni az életet és a mellettünk lévőket. Minden élet megfizethetetlen, és az együttérzés a híd a lelkeink között.”
A román ortodox egyház vezetője, Dániel román pátriárka is együttérzését fejezte ki. Az egyik áldozat temetésén, a pátriárkát egy újságíró kérdőre vonta, hogy az ortodox egyház miért reagált olyan későn az esetet követően. Az egyházi elöljáró válaszul megrótta a médiát, hogy az ne oktassa ki az ortodox egyházat a teendői felől.
Később hatalmas botrányt okozott, hogy a román ortodox egyház több papja és hittanárok a szószékekről illetve az iskolai hittanórán az áldozatokat kezdték okolni saját halálukért, amelyet isteni büntetésként értelmeztek, mivel rockzenét hallgattak és klubokba jártak. Az egyik bukaresti középiskola hittanára Ioan Iscu röplapokat osztogatott a gyerekeknek, amelyeken arra hívta fel a figyelmet, hogy a rockzene tisztátalan, sátánista dolog. Megrontja fiatalokat és az azt hallgató emberekre ilyen sors vár, mint a Colectiv áldozataira. Hasonló kijelentésekre került sor több másik középiskolában is nemcsak a fővárosban. A román Országos Diákszövetséghez számos panasz érkezett, hogy Romániai számos iskolájában ilyen és ehhez hasonló dolgokkal foglalkoznak a hittanárok, amelyeknek politikai színezete is van, mivel a tragédia nyomán kialakult tüntetések résztvevőit is támadják.
A tragédia után több énekes és együttes lemondta fellépését, és országszerte számos szórakozóhely zárta be kapuit.

#### Megemlékezések és tüntetések
November 1-jén az bukaresti Egyetem téren (Piața Universităţii) az áldozatokra emlékező felvonulást tartottak, melyen 8000 ember vett részt. Később a tömeg a baleset helyszínére tartott, ahol további 2000 ember csatlakozott hozzájuk.
A 4. kerület polgármesterének, Cristian Popescu Piedonénak a nyilatkozata után, melyben kijelentette, hogy őt nem érheti szemrehányás a történtek miatt, mert az ő szemszögéből nézve a klub legálisan működött, november 3-ára egy tüntetés szerveződött, mely az Egyetem téren követelte a városvezető lemondását. A 18:00 és 1:30 óra között tartott tüntetésen 25 000 ember vett részt, és Victor Ponta, Gabriel Oprea és Cristian Piedone lemondását követelték. Az ország több nagyvárosában is hasonló megmozdulások szerveződtek.

### Nemzetközi reakciók
- Az Egyesült Államok nagykövete, Hans Klemm a helyszínen rótta le kegyeletét. Nyilatkozatában megemlítette, hogy 2003-ban egy hasonló tragédia történt Rhode Islanden, ahol 100-an életüket vesztették.[72]
- Bulgária elnöke, Roszen Plevneliev a román kollégájának küldött üzenetben részvétét fejezte ki az érintettek felé. Bojko Boriszov kormányfő hasonló üzenetet küldött Victor Ponta miniszterelnöknek.[73]
- Az Egyesült Királyság nagykövete, Paul Brummell Twitteren közölt üzenetet, melyben az érintetteknek részvétét fejezte ki.[74] Ugyancsak a Twitteren nyilvánított részvétet David Cameron miniszterelnök is, aki emellett a Kogalymavia 9268-as járatának orosz áldozatairól is megemlékezett.[75]
- Az Európai Bizottság elnöke, Jean-Claude Juncker részvétnyilvánító üzenetet küldött, melyben mély megrendülésének adott hangot.[76]
- Franciaország nagykövete François Saint-Paul bejelentette, hogy november 1-jén Bukarestbe érkezik két francia, égési sérülésekre szakosodott orvos, akik, román kollégáik segítségére lesznek. A nagykövet a tragédia helyszínén is lerótta kegyeletét, és virágokat helyezett el.[77]
- Október 31-én egy izraeli sebészcsapat érkezett a Bagdasar Kórházba, hogy kollégáik segítségére legyenek.[78][79]
- Áder János, Magyarország elnöke román kollégájának küldött üzenetében részvétét fejezte ki a péntek éjszakai tűzvész áldozatai miatt: „Magyarország valamennyi polgára, az egész magyar nép nevében ezúton szeretném kifejezni őszinte részvétünket.”[73][80]
- A Moldvai Köztársaság elnöke, Nicolae Timofti román kollégájának küldött üzenetében nyilvánított részvétet.[81]

Az ország ideiglenes miniszterelnöke, Gheorghe Brega, a román kormánynak küldött levelében fejezte ki sajnálatát és együttérzését a történtek miatt. A moldvai egészségügyi miniszter telefonon ajánlott kollégájának segítséget.
A moldvai parlament elnöke, Andrian Candu a törvényhozás nevében kívánt részvétet az áldozatok családjainak.
- Németország bukaresti nagykövetsége részvétét fejezte ki az áldozatok családjainak.[85] Németországból is érkeztek segítő orvosok.[83]
- Oroszország nagykövetsége közleményben fejezte ki sajnálatát az eset kapcsán, és őszinte részvétüket küldték az érintetteknek.[86]
- A Bukarestben tartózkodó Andrzej Duda lengyel elnök virágcsokrot helyezett el és gyertyát gyújtott a tűzvész helyszínén.[87]
- Szerbia miniszterelnöke, Aleksandar Vučić Twitteren kíván vigasztalódást az érintett családoknak.[88]
- Ferenc pápa Ioannis elnöknek küldött üzenetében mély fájdalmát fejezte ki a bukaresti klubban történt tragédia miatt.[89]

## Fejlemények
2015. november 4-én Victor Ponta miniszterelnök és teljes kormánya, illetve a 4. kerület polgármestere, Cristian Popescu Piedone bejelentették lemondásukat.
A kormány lemondása előtt, november 3-án a miniszterelnök menesztette az Országos Fogyasztóvédelmi Hatóság (ANPC) vezetőjét, Marius Duncát, mert a péntek este kigyulladt klubban fogyasztóvédelmi szabálytalanságok is voltak, amelyeket a hatóság büntetlenül hagyott.
November 2-án lemondott a közszolgálati televízió hírszerkesztőségének igazgatója, Raluca Stroe Brumariu, mert a tragédia estéjén nem szakították meg az adást, és nem tudósítottak azonnal a helyszínről.
2019-ben Alexander Nanau Kollektíva (Colectiv) címmel, román-luxemburgi koprodukcióban dokumentumfilmet forgatott a Gazeta Sporturilor újságíróinak oknyomozó munkájáról és annak eredményéről A felkavaró film világpremierje 2019. szeptember 4-én volt a Velencei Nemzetközi Filmfesztiválon. Az alkotást Románia nevezte a 2021-es Oscar-díjra a legjobb dokumentumfilm, valamint a legjobb nemzetközi játékfilm kategóriában. Mindkét kategóriában felkerült a 15 filmet tartalmazó rövidlistára.

### Nemzetközi hatás
A tűzvészt követő héten Moldova ideiglenes miniszterelnöke, Gheorghe Brega, illetve Kisinyov polgármestere, Dorin Chirtoacă kilátásba helyezték, hogy az egész országban ellenőrzéseket tartanak a szórakozóhelyeken, hogy meggyőződjenek azok tűzvédelmi felszereltségéről. A moldvai belügyminiszter, Oleg Balan kijelentette, hogy ezek az ellenőrzések két hétig tartanak.

## Galéria

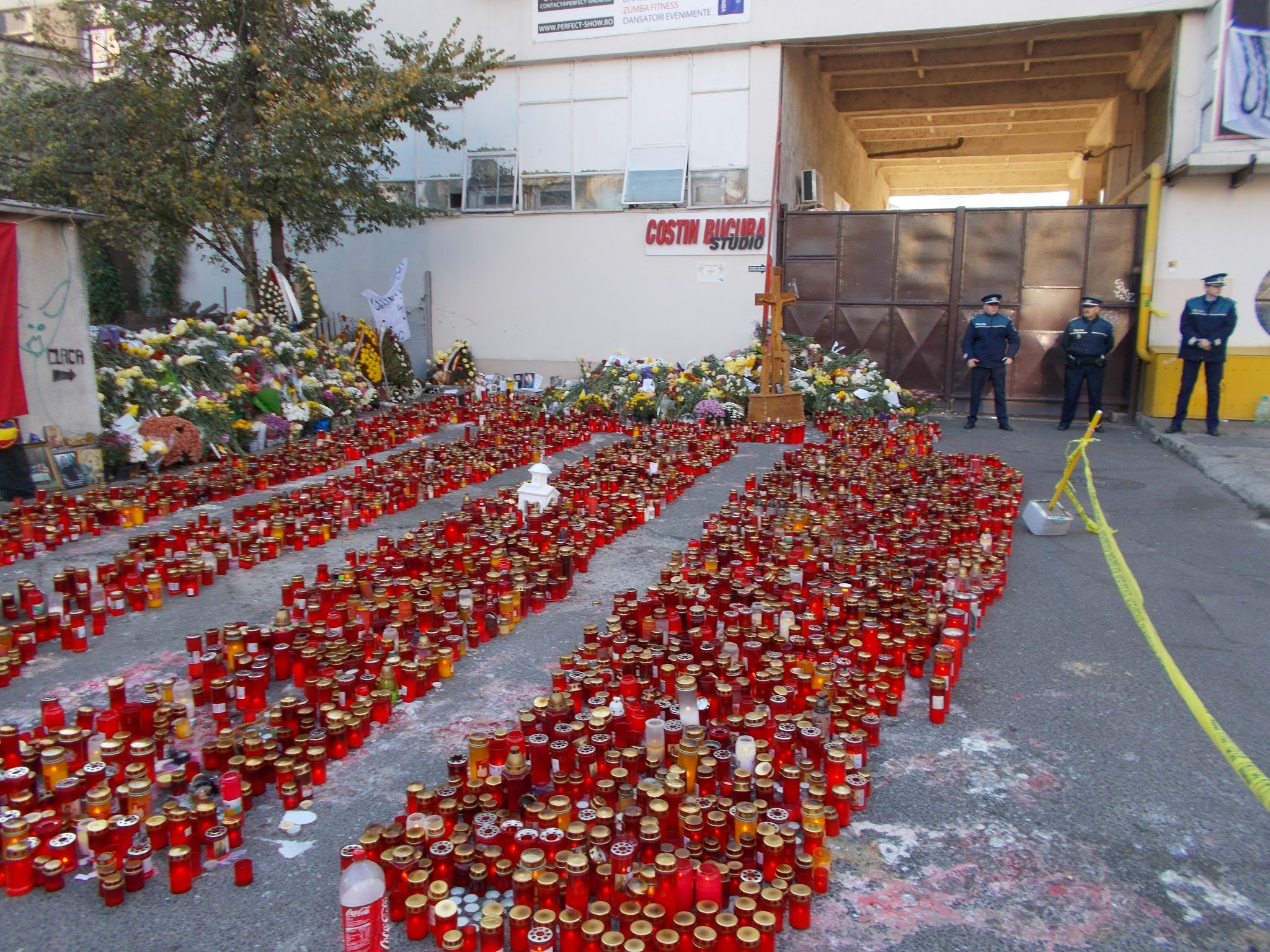
A Colectiv klub bejáratát rendőrök őrzik
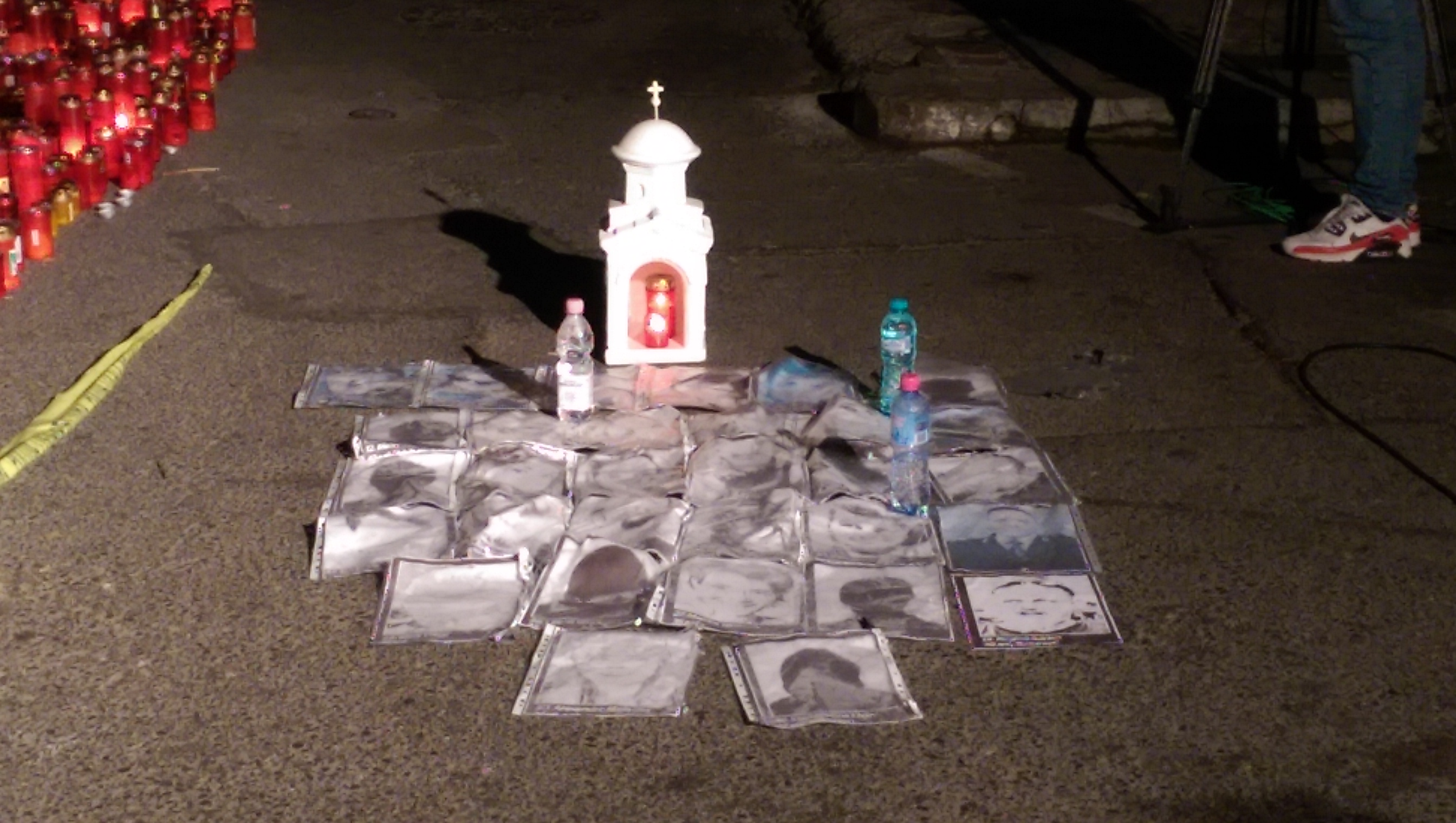
Néhány áldozat képe
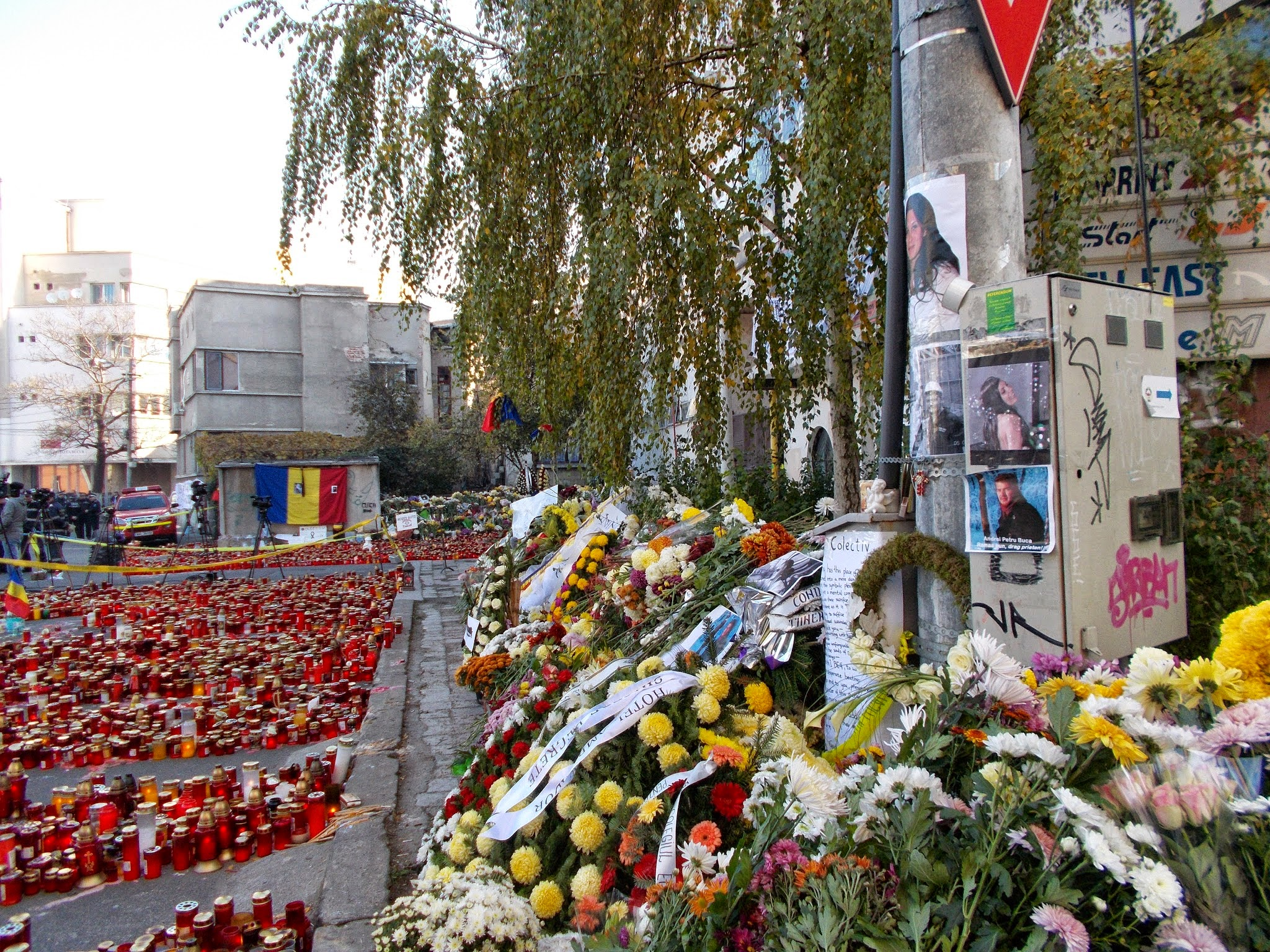
Gyertyák és virágok a Colectiv előtt
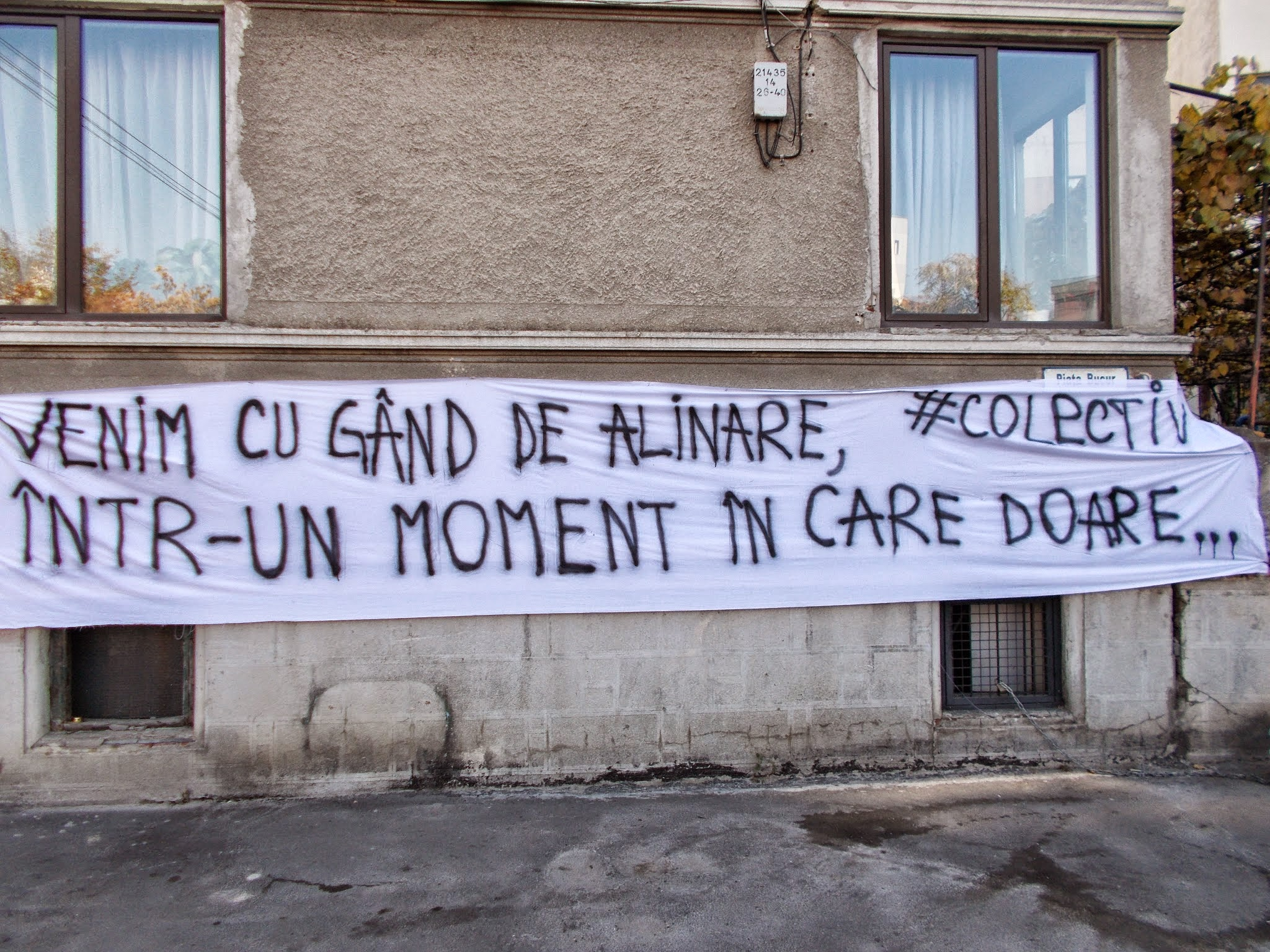
Egy felirat a helyszínen: „A vigasztalás gondolatával jövünk egy fájó pillanatban” (Venim cu gând de alinare, într-un moment în care doare...)
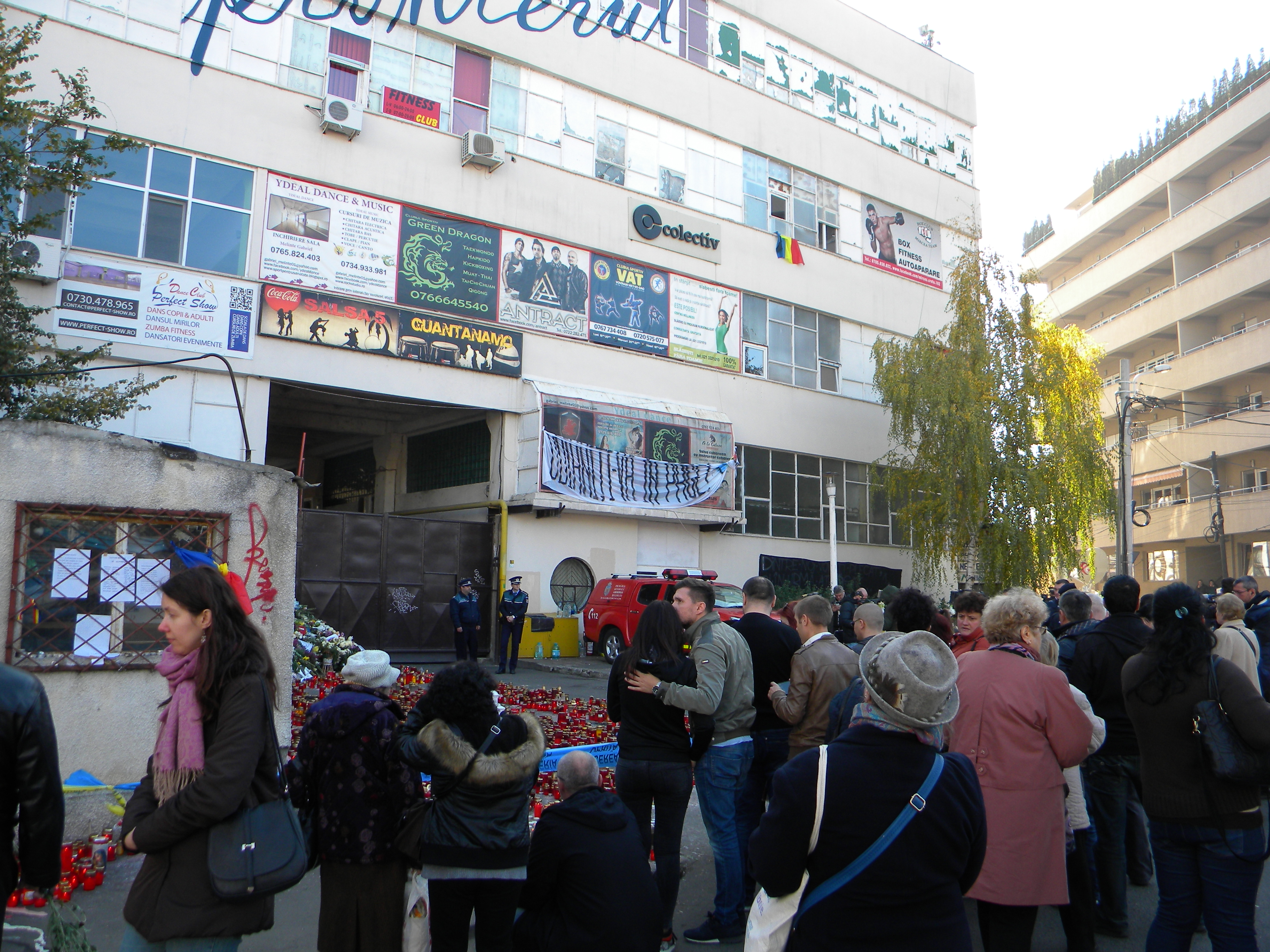
Gyászolók a klub előtt
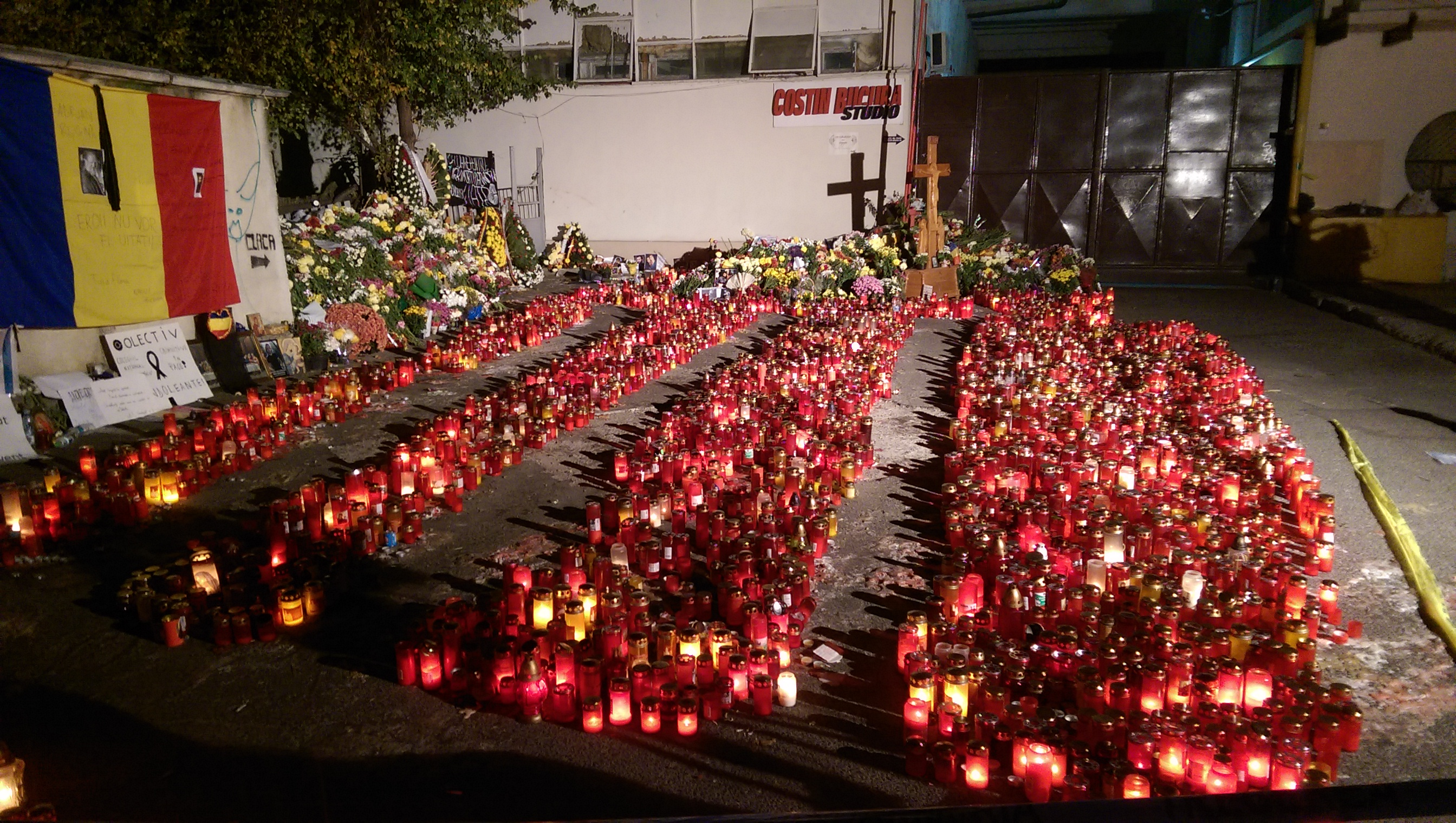
Gyertyák sokasága este
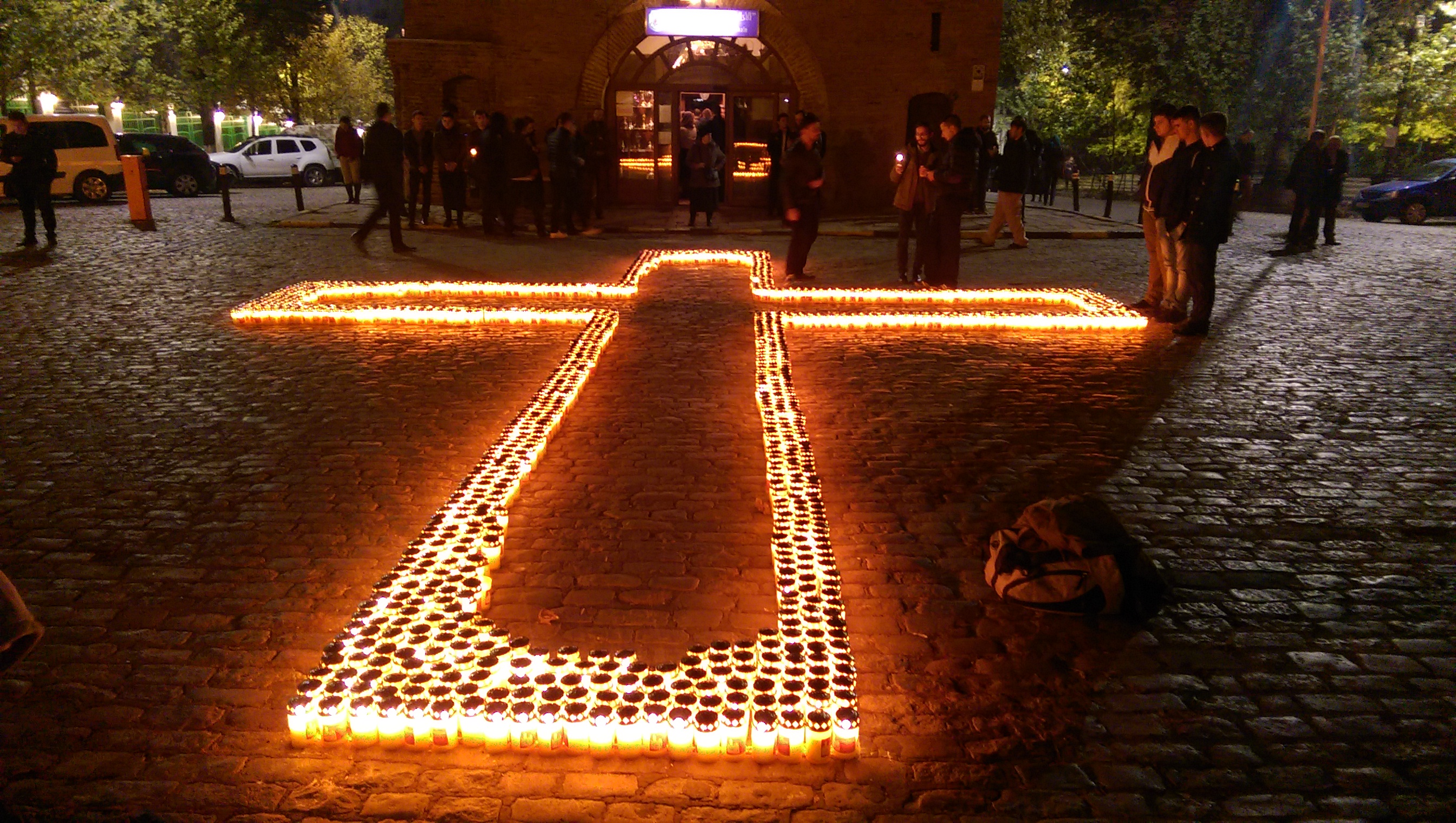
Gyertyák a Patriarchátus dombján